# Villeconin
Villeconin – miejscowość i gmina we Francji, w regionie Île-de-France, w departamencie Essonne.
Według danych na rok 1990 gminę zamieszkiwało 528 osób, a gęstość zaludnienia wynosiła 37 osób/km² (wśród 1287 gmin regionu Île-de-France Villeconin plasuje się na 797. miejscu pod względem liczby ludności, natomiast pod względem powierzchni na miejscu 186.).